# Cimmeriërs

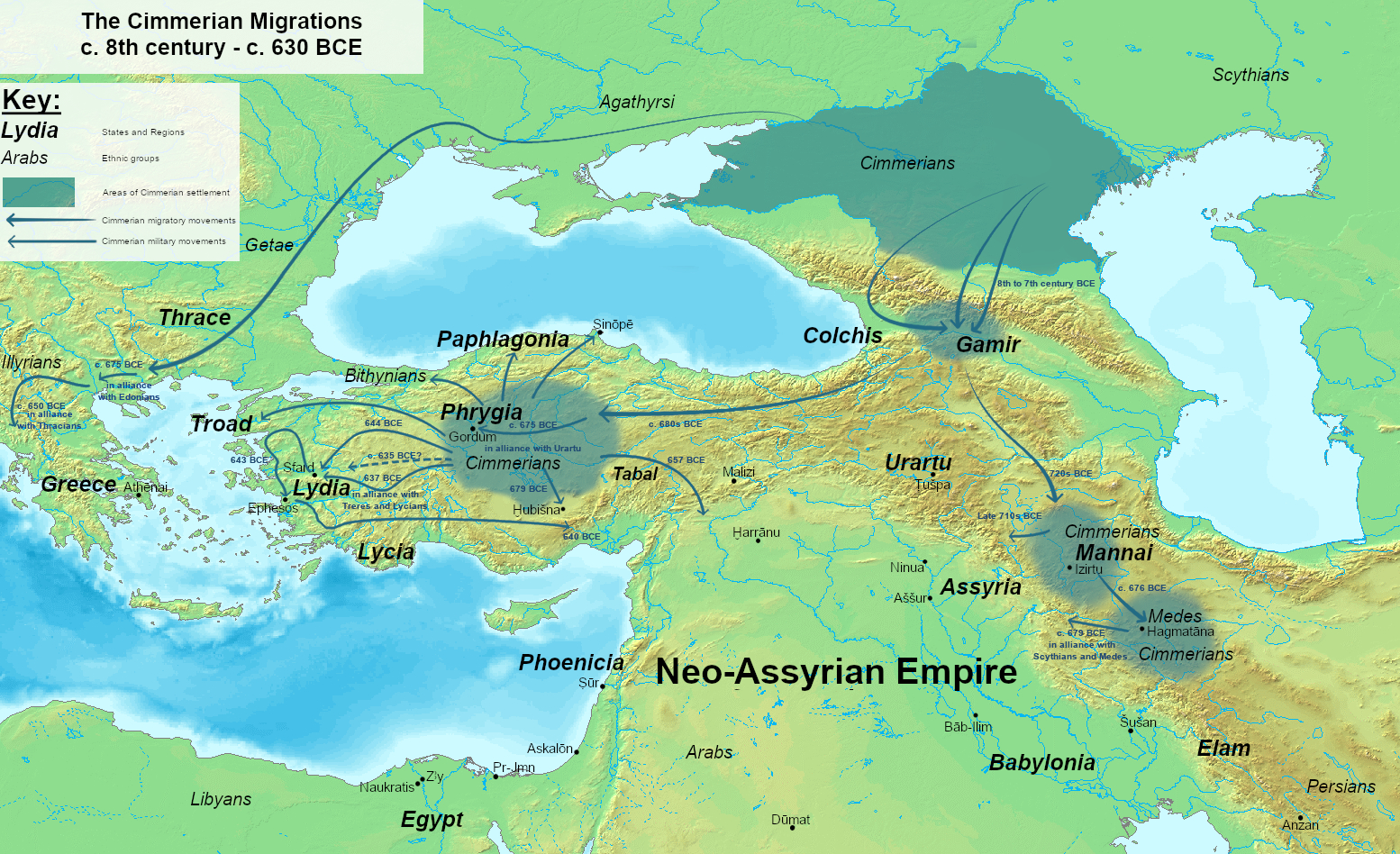
Cimmerische migraties in de 8e - 7e eeuw v.Chr.

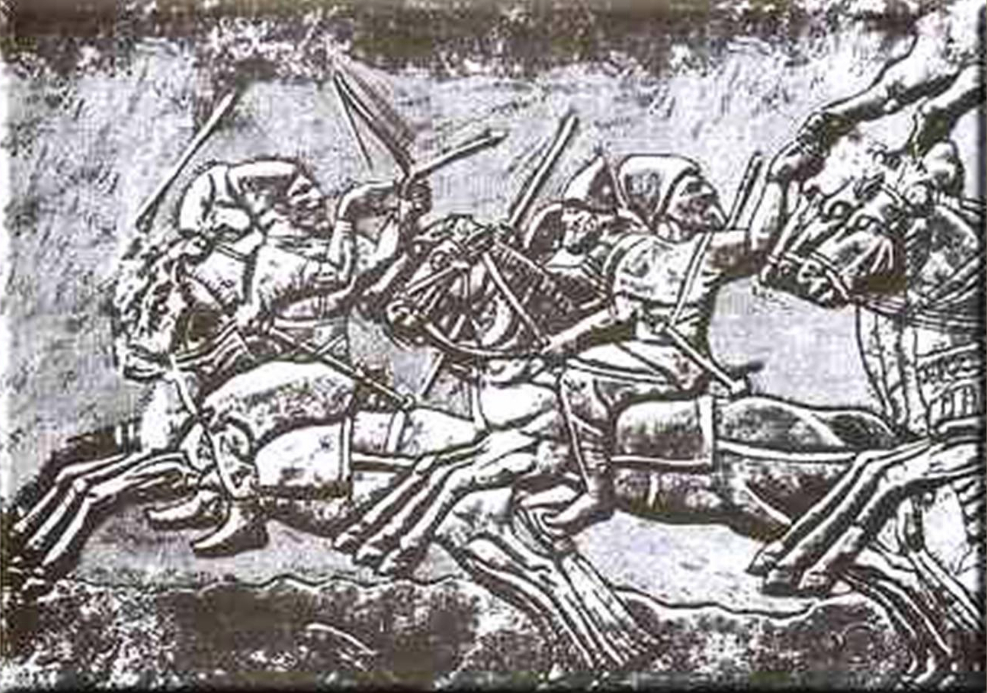
Nimrud-reliëf met afbeelding van Cimmeriaanse krijgers

De Cimmeriërs of Kimmeriërs (Oudgrieks: Κιμμέριοι) waren een vroeg-Europees ruitervolk in de Pontisch-Kaspische Steppe van Zuid-Rusland en Oekraïne in de 8e en 7e eeuw voor Christus.
Door archeologen worden ze in verband gebracht met de proto-Scythische Tsjernogorovskcultuur in Oekraïne en de als Thraco-Cimmerisch benoemde vondsten in Centraal-Europa. Deze waren van belang voor het ontstaan van de Keltische Hallstattcultuur en de vroege ijzertijd in Europa.
Er wordt aangenomen dat ze een Scythische heersende elite hadden, mogelijk op basis van een oorspronkelijke Thracische bevolking.
Rond 750 v.Chr. drongen de Cimmeriërs vanuit de Krim (waar de naam Cimmerische Bosporus voor de Straat van Kertsj nog aan hen herinnert) over de Kaukasus naar het zuiden en bedreigden Klein-Azië en Assyrië, maar werden weggedrongen naar het westen. Ze trokken door Klein-Azië en versloegen het Frygische rijk en koning Gyges van Lydië in 654 of 652 v.Chr. Koning Alyattes II wist de Cimmeriërs enkele tientallen jaren later te verslaan. 

## In populaire cultuur
- Een bekende fictieve Cimmeriër is Conan uit de film Conan the Barbarian.

- Nationale Bibliotheek van Letland: 000346107